# Mineral'nye Vody
Mineral'nye Vody (anche traslitterato come Mineralnye Vody; in russo il nome significa acque minerali) è una cittadina termale della Russia europea meridionale, situata nel Kraj di Stavropol' sulle rive del fiume Kuma; è capoluogo del distretto omonimo.

## Storia
Fondata nel 1878, ottenne status di città nel 1920.

## Società

### Evoluzione demografica
Fonte: mojgorod.ru
- 1926: 18.000
- 1959: 40.100
- 1989: 71.000
- 2002: 75.644
- 2006: 75.800

## Geografia fisica

### Clima
Fonte: WorldClimate.com
- Temperatura media annua: 9,6 °C
- Temperatura media del mese più freddo (gennaio): -2,6 °C
- Temperatura media del mese più caldo (luglio): 22,4 °C
- Precipitazioni medie annue: 487 mm

| Mineral'nye Vody (1991-2020) Fonte: | Mesi         | Mesi         | Mesi         | Mesi        | Mesi        | Mesi        | Mesi        | Mesi        | Mesi        | Mesi         | Mesi         | Mesi         | Stagioni | Stagioni | Stagioni | Stagioni | Anno  |
| Mineral'nye Vody (1991-2020) Fonte: | Gen          | Feb          | Mar          | Apr         | Mag         | Giu         | Lug         | Ago         | Set         | Ott          | Nov          | Dic          | Inv      | Pri      | Est      | Aut      | Anno  |
| ----------------------------------- | ------------ | ------------ | ------------ | ----------- | ----------- | ----------- | ----------- | ----------- | ----------- | ------------ | ------------ | ------------ | -------- | -------- | -------- | -------- | ----- |
| T. max. media (°C)                  | 1,8          | 3,5          | 9,6          | 17,0        | 22,6        | 27,4        | 30,7        | 30,2        | 24,5        | 16,9         | 8,6          | 3,3          | 2,9      | 16,4     | 29,4     | 16,7     | 16,3  |
| T. media (°C)                       | −2,4         | −1,6         | 3,8          | 10,2        | 15,8        | 20,4        | 23,3        | 22,8        | 17,4        | 10,8         | 3,7          | −0,9         | −1,6     | 9,9      | 22,2     | 10,6     | 10,3  |
| T. min. media (°C)                  | −5,6         | −5,4         | −0,5         | 4,5         | 9,8         | 14,0        | 16,4        | 16,1        | 11,6        | 6,2          | 0,2          | −4,0         | −5,0     | 4,6      | 15,5     | 6,0      | 5,3   |
| T. max. assoluta (°C)               | 19,5 (1948)  | 21,9 (2020)  | 30,3 (2008)  | 34,5 (1970) | 34,9 (1945) | 37,5 (1969) | 40,2 (2021) | 41,1 (1948) | 37,4 (2007) | 34,1 (1999)  | 25,8 (1992)  | 19,4 (1961)  | 21,9     | 34,9     | 41,1     | 37,4     | 41,1  |
| T. min. assoluta (°C)               | −33,3 (1940) | −31,6 (1945) | −23,4 (1972) | −7,6 (1956) | −2,9 (1999) | 3,2 (1945)  | 7,4 (2006)  | 4,2 (1949)  | −4,6 (1956) | −18,0 (1976) | −23,6 (1956) | −31,5 (1945) | −33,3    | −23,4    | 3,2      | −23,6    | −33,3 |
| Nuvolosità (okta al giorno)         | 7,7          | 7,4          | 7,4          | 6,7         | 5,9         | 5,5         | 4,9         | 4,7         | 5,4         | 6,3          | 7,6          | 7,8          | 7,6      | 6,7      | 5,0      | 6,4      | 6,4   |
| Precipitazioni (mm)                 | 19           | 18           | 32           | 53          | 68          | 82          | 63          | 43          | 38          | 38           | 28           | 27           | 64       | 153      | 188      | 104      | 509   |
| Giorni di pioggia                   | 11           | 9            | 14           | 15          | 15          | 15          | 12          | 11          | 14          | 15           | 15           | 12           | 32       | 44       | 38       | 44       | 158   |
| Nevicate (cm)                       | 4            | 4            | 1            | 0           | 0           | 0           | 0           | 0           | 0           | 0            | 1            | 3            | 11       | 1        | 0        | 1        | 13    |
| Giorni di neve                      | 14           | 14           | 9            | 1           | 0,1         | 0,0         | 0,0         | 0,0         | 0,0         | 1,0          | 5,0          | 11,0         | 39,0     | 10,1     | 0,0      | 6,0      | 55,1  |
| Giorni di nebbia                    | 10           | 9            | 7            | 3           | 2           | 1           | 1           | 1           | 3           | 7            | 9            | 11           | 30       | 12       | 3        | 19       | 64    |
| Umidità relativa media (%)          | 84           | 82           | 79           | 72          | 72          | 71          | 66          | 66          | 72          | 79           | 85           | 86           | 84       | 74,3     | 67,7     | 78,7     | 76,2  |
| Vento (direzione-m/s)               | E 3,6        | E 4,0        | E 4,0        | E 3,9       | E 3,5       | W 3,1       | W 3,0       | E 3,1       | E 3,2       | E 3,5        | E 3,6        | E 3,4        | 3,7      | 3,8      | 3,1      | 3,4      | 3,5   |

## Infrastrutture e trasporti
La città è servita dall'Aeroporto Internazionale di Mineral'nye Vody, sede della base della compagnia aerea russa Kavminvodyavia (KMVavia), che effettua voli nazionali ed internazionali a medio e lungo raggio.